# Ommatius quadratus
Ommatius quadratus är en tvåvingeart som beskrevs av Scarbrough 2002. Ommatius quadratus ingår i släktet Ommatius och familjen rovflugor.
Artens utbredningsområde är Peru. Inga underarter finns listade i Catalogue of Life.